# 新北市私立崇義高級中學
崇義學校財團法人新北市崇義高級中學，簡稱崇義中學，是位於新北市汐止區的一所私立完全中學。

## 歷史

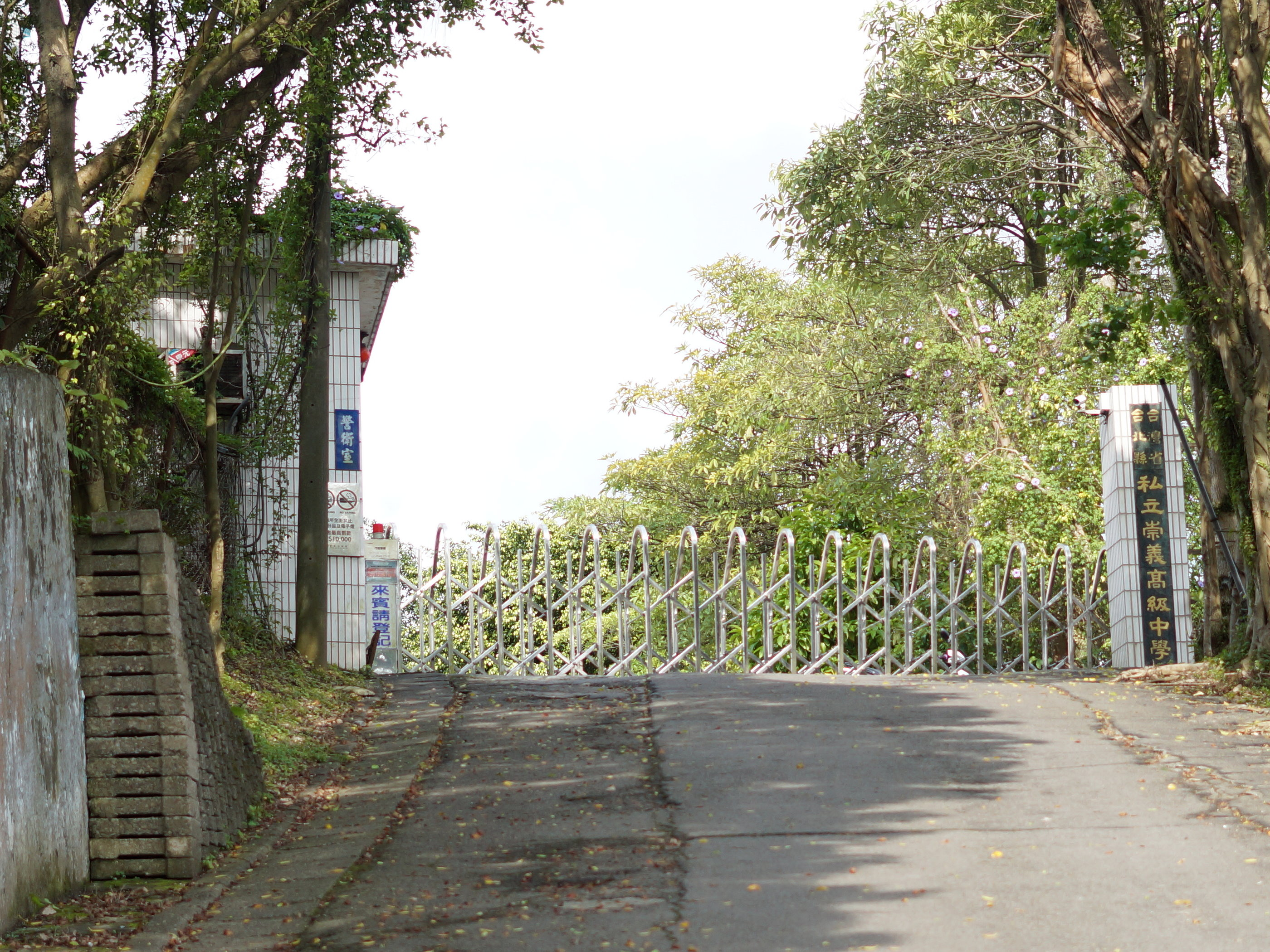
崇義高中大門

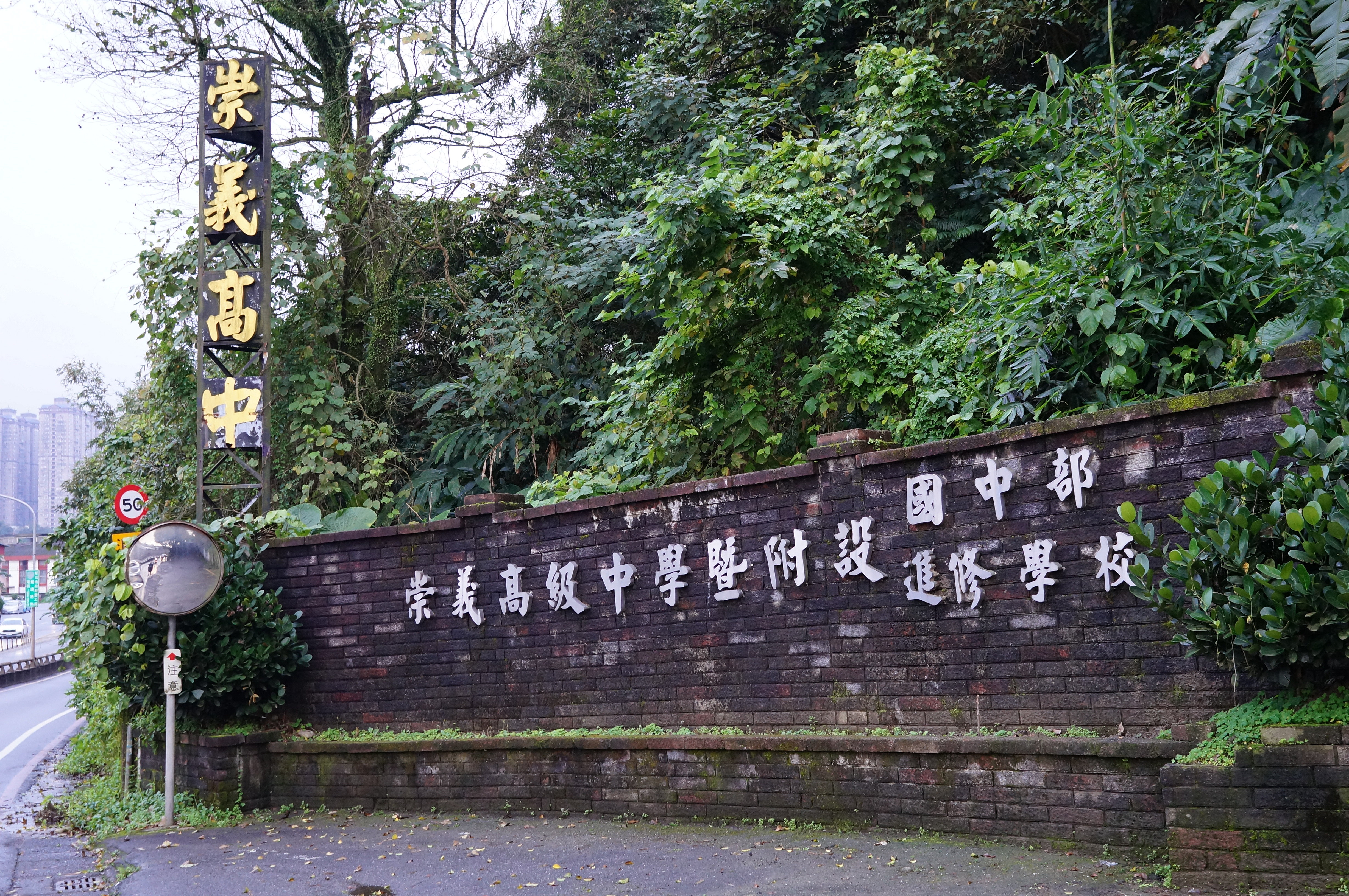
崇義高中大門前，校名鑄字招牌

- 該校前身為慈航中學，由道安法師於1960年集資創辦初中部，設校於現址。
- 1969年7月，改制為高中部。
- 1970年，增辦電子、製圖、商業等職業類科，並附設補校。
- 1990年，更改校名為崇義高級中學。9月，增設資料處理科。
- 1992年，成立女子壘球隊及男子籃球隊，並參加全國聯賽。
- 1995年，成立國中部電腦班、美髮技藝班。
- 1997年，設置綜合高中。
- 1998年，成立國中部。
- 2001年，附設補校改為進修學校。
- 2010年，成立崇義棒球隊。
- 2020年，成立電子商務科。
- 2022年，以發展「美學/體育/外語/資優」為主的完全中學。
- 2023年，持續辦理日間部「電子商務科」二班及「普通科」一班，進修部「電子商務科」一班及國中部一班。
- 2024年，核定設立「運動產業經營管理實驗班」「運動科技實驗教育班(原住民組優先)」。參加新北市、台北市田徑賽乙組，當年度獲得10金牌、16銀牌、12銅牌佳績。

## 外部連結
- 崇義高級中學 （页面存档备份，存于）